# VESA BIOS ekstenzije
(engl. VESA BIOS Extensions) je VESA standard, definiše standarde video modova koji podržavaju veće rezolucija sa više boja.

## Standardi

### VBE 2.0 (Novembar 1994)
Ovaj standard ima mnogo više funkcionalnosti nego njegov prethodnik, VBE 1.2. Ove su najvažnije:

#### Linearni video bafer (LFB)
Osim korišćenja VBE (engl. banking) standarda na kojem je potrebno se odabrati jedan segment video memorije i onda menjati piksel, dodana je mogućnost da se video bafer stavi na jedan dugačak bafer što ima mnogo veće performanse.

#### (engl. "Banking in protected mode")
Da se ne bi vraćalo u (engl. Real Mode), napravljen je novi standard za (engl. Protected Mode).

#### 16-bit i 24-bit raspon boja
Sada je moguće koristiti modove sa 65536 različitih boja i 16777216 boja.

### VBE 3.0 (Septembar 1998)
U ovoj verziji VBE-a, moguće je menjati brzinu osvežavanja, koristiti tri video bafera i stereo naočare.

#### Trostruki bafer
Korišćenje trostrukog bafera može poboljsati brzinu crtanja.
Dobre odlike:
- Smanuje treperanja displeja.
- Za razliku od dvostrukog bafera, više se ne mora čekati grafički kontroler da bi se bafer koji se menja na svakom crtanju piksela premestio na drugi bafer.
- Ubrzava crtanje svakog (engl. frame)-a, pogotovo na sporim računarima.

Loše odlike:
- Koristi tri puta više video memorije nego jedan bafer, i 1/2 više nego dvostruki bafer.

#### Detektovanje Stereo konektora
Moguće je detektovanje stereo konektora na grafičkoj kartici.

## VBE brojevi modova
Ovako izgleda jedan VBE mod:
| Bit   | Značenje                                                                      |
| ----- | ----------------------------------------------------------------------------- |
| 0-8   | Broj moda. Ako je 8. bit 1 onda je to VESA definišan VBE broj.                |
| 9-10  | Rezervisano                                                                   |
| 11    | Ako je 1, onda se definise brzina osvezavanja, ako je 0 onda BIOS definisana. |
| 12-13 | Rezervisano                                                                   |
| 14    | Ako je 1, onda se koristi linearni video bafer.                               |
| 15    | Ako je 1, onda se video memorija čuva, ako nije onda se briše.                |

Počevši od VBE 2.0, VESA više ne definiše VBE modove, vec koristi INT 10h - Vrati VBE video mod informacije.

### Graficki modovi definisani od VESA
Ovo više nije VESA standard od VBE 2.0.
| Grafički modovi | 320x200 | 640x480 | 800x600 | 1024x768 | 1280x1024 |
| --------------- | ------- | ------- | ------- | -------- | --------- |
| 16-bojni        |         |         | 106,258 | 260      | 262       |
| 256-bojni       |         | 256     | 259     | 261      | 263       |
| 15 bit          | 269     |         | 272     | 275      | 281       |
| 16 bit          | 270     |         | 273     | 276      | 282       |
| 24 bit          | 271     |         | 274     | 277      | 283       |

Osim grafičkih modova, VBE takođe podržava tekstualne modove:
| Tekstualni modovi | Kolumne |     |
| Redovi            | 80      | 132 |
| ----------------- | ------- | --- |
| 25                |         | 265 |
| 43                |         | 266 |
| 50                |         | 267 |
| 60                | 264     | 268 |